# Editto

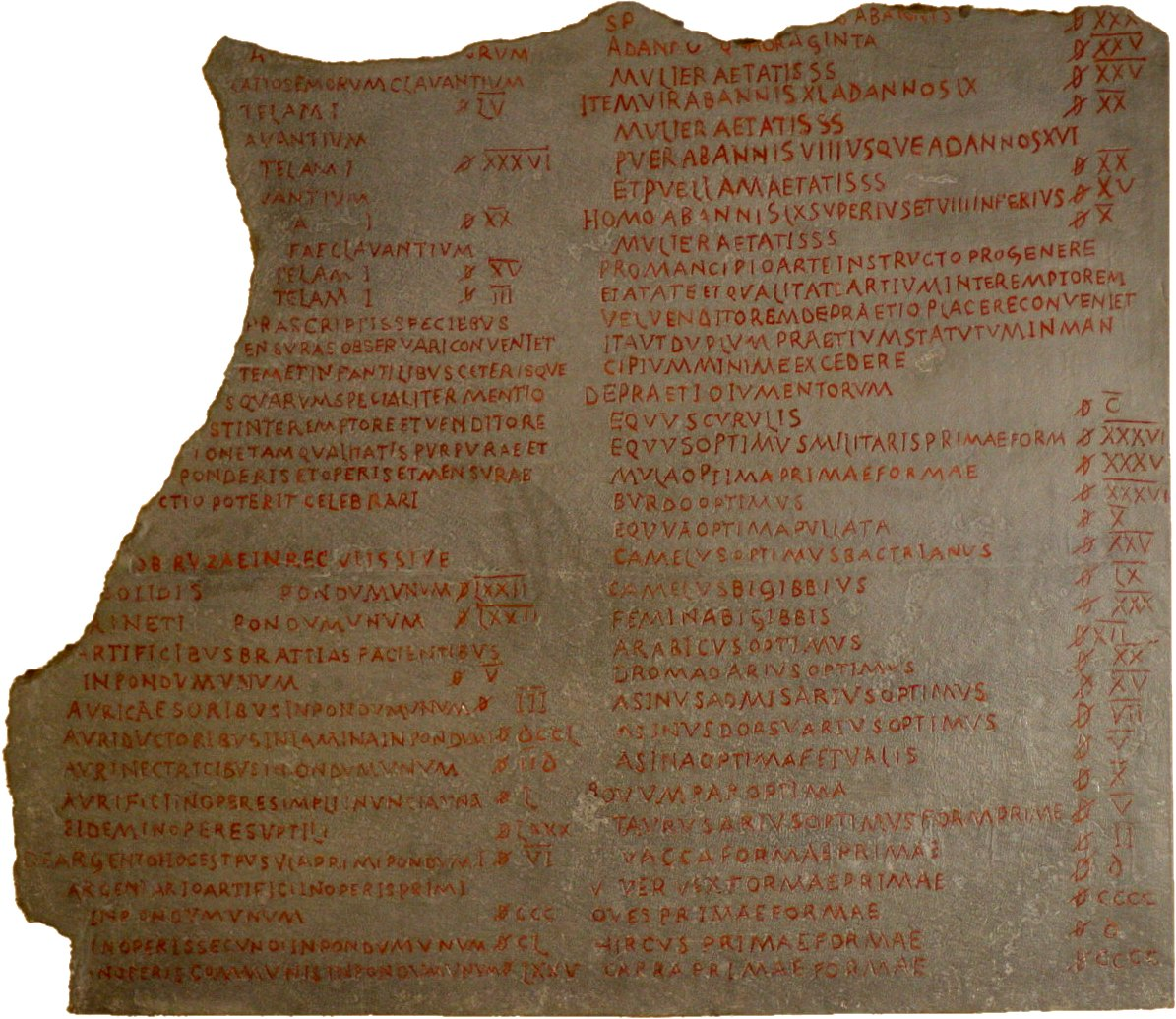
Lapide con parte del testo dell'Editto sui prezzi massimi dell'imperatore Diocleziano conservata al Pergamonmuseum di Berlino.

Un editto è un pronunziamento avente valore di legge emanato da un soggetto che possegga tale autorità, detta ius edicendi. Il termine deriva dal latino edictum, a sua volta composto dei termini e-dicere, "dire fuori", nel senso di "pronunziare" in discorso.

## Evoluzione storica

### Età romana
Nell'Antica Roma l'editto aveva originariamente forma di ordinanza emanata dai magistrati maggiori e avente efficacia limitatamente alla durata in carica dell'autorità che lo aveva emesso. La convocazione delle assemblee nell'età repubblicana avveniva tramite edictum del magistrato che presiedeva la votazione.
Particolarmente importante risultava nel diritto romano l'editto pretorio, emanato dal pretore nel momento del proprio insediamento per definire le modalità d'applicazione del diritto. Tale editto venne poi consolidandosi in una forma stabile ripetuta da ogni pretore, che prese nome di edictuum perpetuum ("editto perpetuo") poi diventato editto tralatizio (tutti si dovevano uniformare a un solo editto standard). 

In seguito l'editto divenne una prerogativa dell'imperatore, che lo utilizzava per emanare in forma solenne una costituzione imperiale, il cui valore si estese anche oltre il termine del regno del singolo imperatore.
Un esempio di editto imperiale romano può essere rappresentato dal testo dell'Editto di Tessalonica:
(Codice Teodosiano, xvi.1.2)

### Età medievale e moderna
Nel Medioevo l'editto divenne un atto promulgato dall'autorità regia per sancire benefici o immunità o per definire particolari questioni di principio. Spesso, per l'uso di bandire pubblicamente nelle piazze tali ordinanze, esse assumevano forma di proclama. Con tali modalità l'editto è sopravvissuto per tutta l'età moderna.

## Analisi
Per estensione si definisce come tale un decreto od un ordine emanato con crismi di particolare solennità, ma anche, al contrario, un'ordinanza, come un diktat, cui si attribuisce un significato negativo di imposizione dall'alto (si veda ad esempio l'uso fatto in Italia della recente espressione editto bulgaro), anche in riferimento ad un sistema dittatoriale.

## Atti famosi
| nome                                                                     | anno      | emanato da                                                | conseguenze |
| ------------------------------------------------------------------------ | --------- | --------------------------------------------------------- | --- |
| Editto perpetuo                                                          | 133       | imperatore Adriano                                        | codifica definitiva dell'editto pretorio tralatizio |
| Editto di Caracalla                                                      | 212       | imperatore Caracalla                                      | estensione della cittadinanza romana a tutti gli abitanti dell'Impero |
| Editto di Afrodisiade                                                    | 301       | imperatore Diocleziano                                    | raddoppio del valore nominale di tutte le monete circolanti nell'Impero romano |
| Editto sui prezzi massimi                                                | 301       | imperatore Diocleziano                                    | limitazione dei prezzi dei prodotti commerciabili nell'Impero |
| Editto di Milano                                                         | 313       | imperatori Costantino I e Licinio                         | riconoscimento della libertà di culto al Cristianesimo nell'Impero romano |
| Editto di Tessalonica                                                    | 380       | imperatori Teodosio I, Graziano e Valentiniano II         | trasformazione del Cristianesimo in religione di Stato nell'Impero romano |
| Editto di Teodorico                                                      | 493 - 526 | re Teodorico il Grande                                    | regolamentazione dei rapporti tra goti e latini nel regno |
| Editto dei Tre Capitoli                                                  | 545       | imperatore Giustiniano I di Bisanzio                      | scisma tricapitolino nell'Esarcato d'Italia |
| Editto di Parigi                                                         | 614 - 615 | re Clotario II                                            | tentò di stabilire l'ordine standardizzando il processo di nomina dei funzionari pubblici in tutto il regno e garantiva alla nobiltà i suoi antichi diritti |
| Editto di Rotari                                                         | 643       | re Rotari dei Longobardi                                  | regolamentazione dei rapporti tra longobardi e latini nel Regno longobardo |
| Editto di Pistres                                                        | 864       | re Carlo il Calvo dei Franchi occidentali                 | |
| Editto di Saint-Germain-en-Laye                                          | 1562      | reggente Caterina de Medici per il re Carlo IX di Francia | editto di tolleranza che riconosceva l'esistenza dei protestanti e garantiva la libertà di coscienza e di culto privato. Proibiva il culto ugonotto all'interno delle città (dove i conflitti divampavano troppo facilmente), ma consentiva sinodi e concistori protestanti. |
| Editto di Amboise                                                        | 1563      | reggente Caterina de Medici per il re Carlo IX di Francia | |
| Editto di Beaulieu                                                       | 1576      | re Enrico III di Francia                                  | |
| Editto di Nantes                                                         | 1598      | re Enrico IV di Francia                                   | concessione della libertà di culto ai protestanti ugonotti |
| Editto di grazia                                                         |           | re Luigi XIII di Francia                                  | |
| Editto di Fontainebleau                                                  | 1685      | re Luigi XIV di Francia                                   | revoca dell'Editto di Nantes |
| Editto di Restituzione                                                   | 1629      | imperatore Ferdinando II del Sacro Romano Impero          | |
| Editto di Versailles                                                     | 1787      | re Luigi XVI di Francia                                   | garantì ai non cattolici in Francia l'accesso ai diritti civili, in precedenza loro negati, tra i quali quello di contrarre matrimonio senza doversi convertire alla fede cattolica; l'editto però negò loro i diritti politici e la possibilità di praticare il loro culto in pubblico.                                                                                        |
| Editto di Saint Cloud                                                    | 1804      | imperatore Napeoleone I                                   | raccolse organicamente in due corpi legislativi tutte le precedenti e frammentarie norme sui cimiteri in Francia e nei paesi dell'orbita napoleonica, tra cui l'Italia. |
| Editto delle chiudende                                                   | 1820      | re Vittorio Emanuele I di Sardegna                        | |
| Decreto imperiale di dichiarazione di guerra contro le potenze straniere | 1900      | imperatore Guangxu                                        | dichiarò guerra contemporaneamente all'Impero russo, agli Stati Uniti d'America, al Regno Unito di Gran Bretagna e Irlanda, all'Impero del Giappone, alla Repubblica francese, all'Impero tedesco, al Regno d'Italia, al Regno di Spagna, alla monarchia austro-ungarica, al Regno del Belgio e ai Paesi Bassi, il che culminò nell'invasione dell'Alleanza delle otto nazioni. |
| Editto imperiale di abdicazione dell'imperatore Qing                     | 1912      | imperatore Xuantong                                       | segnò la fine della dinastia e di 2133 anni di governo imperiale in Cina, trasferendo simultaneamente la sovranità della Cina (compresa la Manciuria, la Mongolia, lo Xinjiang e il Tibet) alla nascente Repubblica di Cina. |